# Bryli (obwód mohylewski)
Bryli (biał. Брылі; ros. Брыли; pol. hist. Bryle) – wieś na Białorusi, w obwodzie mohylewskim, w rejonie mohylewskim, w sielsowiecie Kadzina, nad Rudzieją.
Wieś Bryle ekonomii mohylewskiej w drugiej połowie XVII wieku. 
W XIX w. wieś i majątek ziemski należący od 1866 do Bartołomejów oraz druga wieś nazywana Koczuryno-Bryle. Do 1917 położone były w Rosji, w guberni mohylewskiej, w powiecie mohylewskim. Następnie w granicach Związku Sowieckiego. Od 1991 w niepodległej Białorusi.
Do 23 grudnia 2009 siedziba sielsowietu Bryli.